# Lyon-Villeurbanne Rhône XIII
Maillots
Le Lyon-Villeurbanne Rhône XIII est un club de rugby à XIII français, situé à Villeurbanne dans la métropole de Lyon. L'équipe première du club évolue dans le championnat de France de rugby à XIII de deuxième division : l'Élite 2. Ce club est issu des fusions successives de l'ASPL (Association Sportive de la Police Lyonnaise) et de l'ESPPL, (Entente Sportive Police Préfecture de Lyon).

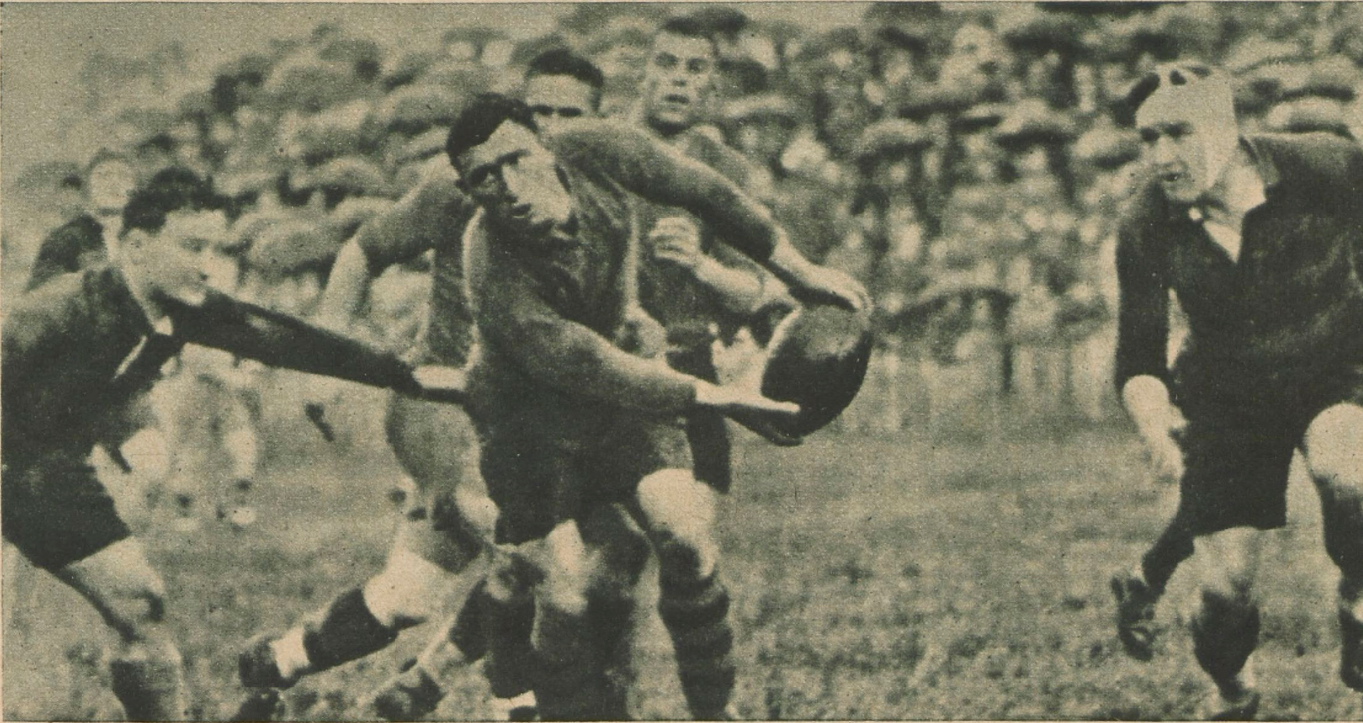
Ouverture du joueur perpignanais Martin Serre, à droite Joseph Griffard lors de la victoire de Lyon en coupe de France 1935.

Membre fondateur de la Ligue Française de rugby à XIII, le club, qui porte alors le nom de « Lyon XIII », a marqué l'histoire du rugby à XIII français dans les années 1930 et 1950 avec deux titres en Championnat de France et trois titres en Coupe de France.
Elle a pu compter dans ses rangs de nombreux internationaux français tels que Gaston Amila, Antonin Barbazanges, René Barnoud, Laurent Lambert, Charles Mathon et Robert Samatan dans les années 1930, puis Élie Brousse, Maurice Voron, René Duffort, Joseph Krawczyk, Joseph Crespo, Maurice Bellan et Jean Audoubert dans les années 1950.

## Palmarès
| Championnat de France                                  | Coupe de France                                                       | Championnat de France de deuxième division            |
| ------------------------------------------------------ | --------------------------------------------------------------------- | ----------------------------------------------------- |
| - Champion (2) : 1951 et 1955. - Finaliste (1) : 1953. | - Vainqueur (3) : 1935, 1953 et 1954. - Finaliste (2) : 1950 et 1951. | - Vainqueur (2) : 1958 et 2002 - Finaliste (1) : 1994 |

## Histoire
Créé en 1934 et prenant part en tant que « club pionnier » à l'inauguration du Championnat de France, Lyon-Villeurbanne inscrit dès sa première saison son nom au palmarès de la Coupe de France qu'elle enlève 22-7 contre le XIII Catalan de Roger Ramis, Aimé Bardes et François Noguères sous une pluie battante un week-end d'élections municipales. Porté par Charles Mathon et Robert Samatan avec à leurs côtés Gaston Amila, Antonin Barbazanges, René Barnoud et Laurent Lambert entre autres, Lyon-Villeurbanne confirme leur récente victoire sur le leader du championnat de France Villeneuve-sur-Lot et s'affirme comme l'une des meilleures équipes de rugby à XIII. Ce succès leur permet de se mesurer au vainqueur de la Coupe d'Angleterre Castleford la semaine suivante, et ce dernier s'impose au terme d'une rencontre difficile 24-21. Enfin, pour la saison inaugurale du championnat, Lyon-Villeurbanne termine troisième derrière Villeneuve-sur-Lot de Jean Galia et Bordeaux.

## Bilan du club toutes saisons et toutes compétitions confondues
| Année | Année                                      | Saison régulière                                                              | Saison régulière                                                              | Saison régulière                                                              | Saison régulière                                                              | Saison régulière                                                              | Saison régulière                                                              | Saison régulière                                                              | Saison régulière                                                              | Phase finale                                                                  | Phase finale                                                                  | Phase finale                                                                  | Phase finale                                                                  | Phase finale                                                                  | Phase finale                                                                  | Phase finale                                                                  | Coupe                                                                         |
| Année | Année                                      | Class.                                                                        | Points                                                                        | MJ                                                                            | V.                                                                            | N.                                                                            | D.                                                                            | Pp.                                                                           | Pc.                                                                           | Perf.                                                                         | MJ                                                                            | V.                                                                            | N.                                                                            | D.                                                                            | Pp.                                                                           | Pc.                                                                           | Performance                                                                   |
| Championnat de France de première division                                                                           | Championnat de France de première division | Championnat de France de première division                                    | Championnat de France de première division                                    | Championnat de France de première division                                    | Championnat de France de première division                                    | Championnat de France de première division                                    | Championnat de France de première division                                    | Championnat de France de première division                                    | Championnat de France de première division                                    | Championnat de France de première division                                    | Championnat de France de première division                                    | Championnat de France de première division                                    | Championnat de France de première division                                    | Championnat de France de première division                                    | Championnat de France de première division                                    | Championnat de France de première division                                    | Coupe de France                                                               |
| 1935 | 1935                                       | 3e                                                                            | 40                                                                            | 16                                                                            | 12                                                                            | 0                                                                             | 4                                                                             | ?                                                                             | ?                                                                             | pas de phase finale                                                           | pas de phase finale                                                           | pas de phase finale                                                           | pas de phase finale                                                           | pas de phase finale                                                           | pas de phase finale                                                           | pas de phase finale                                                           | Vainqueur                                                                     |
| 1936 | 1936                                       | 3e                                                                            | 23                                                                            | 9                                                                             | 7                                                                             | 0                                                                             | 2                                                                             | ?                                                                             | ?                                                                             | Demi-finale                                                                   | 2                                                                             | 1                                                                             | 0                                                                             | 1                                                                             | 33                                                                            | 8                                                                             | Quart-de-finale                                                               |
| 1937 | 1937                                       | 5e                                                                            | 38                                                                            | 18                                                                            | ?                                                                             | ?                                                                             | ?                                                                             | ?                                                                             | ?                                                                             | Non qualifié                                                                  | 0                                                                             | 0                                                                             | 0                                                                             | 0                                                                             | 0                                                                             | 0                                                                             | Quart-de-finale                                                               |
| 1938 | 1938                                       | 1er                                                                           | 46                                                                            | 19                                                                            | 13                                                                            | 1                                                                             | 5                                                                             | 236                                                                           | 205                                                                           | Quart-de-finale                                                               | 1                                                                             | 0                                                                             | 0                                                                             | 1                                                                             | 10                                                                            | 31                                                                            | Quart-de-finale                                                               |
| 1939 | 1939                                       | 8e                                                                            | 46                                                                            | 22                                                                            | 12                                                                            | 0                                                                             | 10                                                                            | 277                                                                           | 329                                                                           | Non qualifié                                                                  | 0                                                                             | 0                                                                             | 0                                                                             | 0                                                                             | 0                                                                             | 0                                                                             | Huitième-de-finale                                                            |
| 1941 à 1944 - Le Rugby à XIII est interdit fin octobre 1940 par le Gouvernement de Vichy et sa Révolution nationale. |                                            |                                                                               |                                                                               |                                                                               |                                                                               |                                                                               |                                                                               |                                                                               |                                                                               |                                                                               |                                                                               |                                                                               |                                                                               |                                                                               |                                                                               |                                                                               |                                                                               |
| 1945 | 1945                                       | -                                                                             | -                                                                             | -                                                                             | -                                                                             | -                                                                             | -                                                                             | -                                                                             | -                                                                             | Non qualifié                                                                  | -                                                                             | -                                                                             | -                                                                             | -                                                                             | -                                                                             | -                                                                             | ?                                                                             |
| 1946 | 1946                                       | ?                                                                             | -                                                                             | -                                                                             | -                                                                             | -                                                                             | -                                                                             | -                                                                             | -                                                                             | Non qualifié                                                                  | -                                                                             | -                                                                             | -                                                                             | -                                                                             | -                                                                             | -                                                                             | ?                                                                             |
| 1947 | 1947                                       | 10e                                                                           | 39                                                                            | 24                                                                            | 7                                                                             | 1                                                                             | 16                                                                            | -                                                                             | -                                                                             | Non qualifié                                                                  | -                                                                             | -                                                                             | -                                                                             | -                                                                             | -                                                                             | -                                                                             | Huitième-de-finale                                                            |
| 1948 | 1948                                       | 11e                                                                           | 36                                                                            | 23                                                                            | -                                                                             | -                                                                             | -                                                                             | -                                                                             | -                                                                             | Non qualifié                                                                  | -                                                                             | -                                                                             | -                                                                             | -                                                                             | -                                                                             | -                                                                             | Huitième-de-finale                                                            |
| 1949 | 1949                                       | ?                                                                             | -                                                                             | -                                                                             | -                                                                             | -                                                                             | -                                                                             | -                                                                             | -                                                                             | Non qualifié                                                                  | -                                                                             | -                                                                             | -                                                                             | -                                                                             | -                                                                             | -                                                                             | Huitième-de-finale                                                            |
| 1950 | 1950                                       | 3e                                                                            | 48                                                                            | 21                                                                            | -                                                                             | -                                                                             | -                                                                             | -                                                                             | -                                                                             | Demi-finale                                                                   | 1                                                                             | 0                                                                             | 0                                                                             | 1                                                                             | 6                                                                             | 10                                                                            | Finaliste                                                                     |
| 1951 | 1951                                       | 4e                                                                            | 65                                                                            | 26                                                                            | -                                                                             | -                                                                             | -                                                                             | -                                                                             | -                                                                             | Champion                                                                      | 2                                                                             | 2                                                                             | 0                                                                             | 0                                                                             | 37                                                                            | 21                                                                            | Finaliste                                                                     |
| 1952 | 1952                                       | 3e                                                                            | 60                                                                            | 24                                                                            | -                                                                             | -                                                                             | -                                                                             | -                                                                             | -                                                                             | Demi-finale                                                                   | 1                                                                             | 0                                                                             | 0                                                                             | 1                                                                             | 13                                                                            | 34                                                                            | Demi-finale                                                                   |
| 1953 | 1953                                       | 3e                                                                            | 57                                                                            | 24                                                                            | -                                                                             | -                                                                             | -                                                                             | -                                                                             | -                                                                             | Finaliste                                                                     | 2                                                                             | 1                                                                             | 0                                                                             | 1                                                                             | 18                                                                            | 23                                                                            | Vainqueur                                                                     |
| 1954 | 1954                                       | 2e                                                                            | 52                                                                            | 22                                                                            | -                                                                             | -                                                                             | -                                                                             | -                                                                             | -                                                                             | Demi-finale                                                                   | 1                                                                             | 0                                                                             | 0                                                                             | 1                                                                             | 4                                                                             | 15                                                                            | Vainqueur                                                                     |
| 1955 | 1955                                       | 4e                                                                            | 66                                                                            | 26                                                                            | -                                                                             | -                                                                             | -                                                                             | -                                                                             | -                                                                             | Champion                                                                      | 2                                                                             | 2                                                                             | 0                                                                             | 0                                                                             | 29                                                                            | 12                                                                            | Huitième-de-finale                                                            |
| 1956 | 1956                                       | 10e                                                                           | 50                                                                            | 26                                                                            | -                                                                             | -                                                                             | -                                                                             | -                                                                             | -                                                                             | Non qualifié                                                                  | -                                                                             | -                                                                             | -                                                                             | -                                                                             | -                                                                             | -                                                                             | Quart-de-finale                                                               |
| 1957 | 1957                                       | 9e                                                                            | 48                                                                            | 26                                                                            | -                                                                             | -                                                                             | -                                                                             | -                                                                             | -                                                                             | Non qualifié                                                                  | -                                                                             | -                                                                             | -                                                                             | -                                                                             | -                                                                             | -                                                                             | Quart-de-finale                                                               |
| 1958 | 1958                                       | ?                                                                             | -                                                                             | -                                                                             | -                                                                             | -                                                                             | -                                                                             | -                                                                             | -                                                                             | Non qualifié                                                                  | -                                                                             | -                                                                             | -                                                                             | -                                                                             | -                                                                             | -                                                                             | Huitième-de-finale                                                            |
| 1959 | 1959                                       | 10e                                                                           | 44                                                                            | 22                                                                            | -                                                                             | -                                                                             | -                                                                             | -                                                                             | -                                                                             | Non qualifié                                                                  | -                                                                             | -                                                                             | -                                                                             | -                                                                             | -                                                                             | -                                                                             | Huitième-de-finale                                                            |
| 1960 | 1960                                       | 13e                                                                           | 35                                                                            | 25                                                                            | -                                                                             | -                                                                             | -                                                                             | -                                                                             | -                                                                             | Non qualifié                                                                  | -                                                                             | -                                                                             | -                                                                             | -                                                                             | -                                                                             | -                                                                             | Huitième-de-finale                                                            |
| 1961 | 1961                                       | 11e                                                                           | 37                                                                            | 24                                                                            | -                                                                             | -                                                                             | -                                                                             | -                                                                             | -                                                                             | Non qualifié                                                                  | -                                                                             | -                                                                             | -                                                                             | -                                                                             | -                                                                             | -                                                                             | Demi-finale                                                                   |
| 1962 | 1962                                       | -                                                                             | -                                                                             | -                                                                             | -                                                                             | -                                                                             | -                                                                             | -                                                                             | -                                                                             | Non qualifié                                                                  | -                                                                             | -                                                                             | -                                                                             | -                                                                             | -                                                                             | -                                                                             | ?                                                                             |
| 1963 | 1963                                       | -                                                                             | -                                                                             | -                                                                             | -                                                                             | -                                                                             | -                                                                             | -                                                                             | -                                                                             | Non qualifié                                                                  | -                                                                             | -                                                                             | -                                                                             | -                                                                             | -                                                                             | -                                                                             | ?                                                                             |
| 1964 | 1964                                       | -                                                                             | -                                                                             | -                                                                             | -                                                                             | -                                                                             | -                                                                             | -                                                                             | -                                                                             | Non qualifié                                                                  | -                                                                             | -                                                                             | -                                                                             | -                                                                             | -                                                                             | -                                                                             | ?                                                                             |
| 1965 | 1965                                       | -                                                                             | -                                                                             | -                                                                             | -                                                                             | -                                                                             | -                                                                             | -                                                                             | -                                                                             | Non qualifié                                                                  | -                                                                             | -                                                                             | -                                                                             | -                                                                             | -                                                                             | -                                                                             | ?                                                                             |
| 1966 | 1966                                       | -                                                                             | -                                                                             | -                                                                             | -                                                                             | -                                                                             | -                                                                             | -                                                                             | -                                                                             | Non qualifié                                                                  | -                                                                             | -                                                                             | -                                                                             | -                                                                             | -                                                                             | -                                                                             | ?                                                                             |
| 1967 | 1967                                       | -                                                                             | -                                                                             | -                                                                             | -                                                                             | -                                                                             | -                                                                             | -                                                                             | -                                                                             | Non qualifié                                                                  | -                                                                             | -                                                                             | -                                                                             | -                                                                             | -                                                                             | -                                                                             | ?                                                                             |
| 1968 | 1968                                       | -                                                                             | -                                                                             | -                                                                             | -                                                                             | -                                                                             | -                                                                             | -                                                                             | -                                                                             | Non qualifié                                                                  | -                                                                             | -                                                                             | -                                                                             | -                                                                             | -                                                                             | -                                                                             | ?                                                                             |
| 1969 | 1969                                       | -                                                                             | -                                                                             | -                                                                             | -                                                                             | -                                                                             | -                                                                             | -                                                                             | -                                                                             | Non qualifié                                                                  | -                                                                             | -                                                                             | -                                                                             | -                                                                             | -                                                                             | -                                                                             | ?                                                                             |
| 1970 | 1970                                       | -                                                                             | -                                                                             | -                                                                             | -                                                                             | -                                                                             | -                                                                             | -                                                                             | -                                                                             | Non qualifié                                                                  | -                                                                             | -                                                                             | -                                                                             | -                                                                             | -                                                                             | -                                                                             | ?                                                                             |
| 1971 | 1971                                       | -                                                                             | -                                                                             | -                                                                             | -                                                                             | -                                                                             | -                                                                             | -                                                                             | -                                                                             | Non qualifié                                                                  | -                                                                             | -                                                                             | -                                                                             | -                                                                             | -                                                                             | -                                                                             | ?                                                                             |
| 1972 | 1972                                       | -                                                                             | -                                                                             | -                                                                             | -                                                                             | -                                                                             | -                                                                             | -                                                                             | -                                                                             | Non qualifié                                                                  | -                                                                             | -                                                                             | -                                                                             | -                                                                             | -                                                                             | -                                                                             | ?                                                                             |
| 1973 | 1973                                       | 21e                                                                           | -                                                                             | -                                                                             | -                                                                             | -                                                                             | -                                                                             | -                                                                             | -                                                                             | Non qualifié                                                                  | -                                                                             | -                                                                             | -                                                                             | -                                                                             | -                                                                             | -                                                                             | Huitième-de-finale                                                            |
| 1974 | 1974                                       | 25e                                                                           | -                                                                             | -                                                                             | -                                                                             | -                                                                             | -                                                                             | -                                                                             | -                                                                             | Non qualifié                                                                  | -                                                                             | -                                                                             | -                                                                             | -                                                                             | -                                                                             | -                                                                             | Seizième-de-finale                                                            |
| 1975 | 1975                                       | -                                                                             | -                                                                             | -                                                                             | -                                                                             | -                                                                             | -                                                                             | -                                                                             | -                                                                             | Non qualifié                                                                  | -                                                                             | -                                                                             | -                                                                             | -                                                                             | -                                                                             | -                                                                             | ?                                                                             |
| 1976 | 1976                                       | -                                                                             | -                                                                             | -                                                                             | -                                                                             | -                                                                             | -                                                                             | -                                                                             | -                                                                             | Non qualifié                                                                  | -                                                                             | -                                                                             | -                                                                             | -                                                                             | -                                                                             | -                                                                             | ?                                                                             |
| 1976 | 1976                                       | -                                                                             | -                                                                             | -                                                                             | -                                                                             | -                                                                             | -                                                                             | -                                                                             | -                                                                             | Non qualifié                                                                  | -                                                                             | -                                                                             | -                                                                             | -                                                                             | -                                                                             | -                                                                             | ?                                                                             |
| 1977 | 1977                                       | -                                                                             | -                                                                             | -                                                                             | -                                                                             | -                                                                             | -                                                                             | -                                                                             | -                                                                             | Non qualifié                                                                  | -                                                                             | -                                                                             | -                                                                             | -                                                                             | -                                                                             | -                                                                             | ?                                                                             |
| 1978 | 1978                                       | -                                                                             | -                                                                             | -                                                                             | -                                                                             | -                                                                             | -                                                                             | -                                                                             | -                                                                             | Non qualifié                                                                  | -                                                                             | -                                                                             | -                                                                             | -                                                                             | -                                                                             | -                                                                             | ?                                                                             |
| 1979 | 1979                                       | -                                                                             | -                                                                             | -                                                                             | -                                                                             | -                                                                             | -                                                                             | -                                                                             | -                                                                             | Non qualifié                                                                  | -                                                                             | -                                                                             | -                                                                             | -                                                                             | -                                                                             | -                                                                             | ?                                                                             |
| 1980 | 1980                                       | -                                                                             | -                                                                             | -                                                                             | -                                                                             | -                                                                             | -                                                                             | -                                                                             | -                                                                             | Non qualifié                                                                  | -                                                                             | -                                                                             | -                                                                             | -                                                                             | -                                                                             | -                                                                             | ?                                                                             |
| 1981 | 1981                                       | -                                                                             | -                                                                             | -                                                                             | -                                                                             | -                                                                             | -                                                                             | -                                                                             | -                                                                             | Non qualifié                                                                  | -                                                                             | -                                                                             | -                                                                             | -                                                                             | -                                                                             | -                                                                             | ?                                                                             |
| 1982 | 1982                                       | -                                                                             | -                                                                             | -                                                                             | -                                                                             | -                                                                             | -                                                                             | -                                                                             | -                                                                             | Non qualifié                                                                  | -                                                                             | -                                                                             | -                                                                             | -                                                                             | -                                                                             | -                                                                             | ?                                                                             |
| 1983 | 1983                                       | -                                                                             | -                                                                             | -                                                                             | -                                                                             | -                                                                             | -                                                                             | -                                                                             | -                                                                             | Non qualifié                                                                  | -                                                                             | -                                                                             | -                                                                             | -                                                                             | -                                                                             | -                                                                             | Non inscrit                                                                   |
| 1984 | 1984                                       | -                                                                             | -                                                                             | -                                                                             | -                                                                             | -                                                                             | -                                                                             | -                                                                             | -                                                                             | Non qualifié                                                                  | -                                                                             | -                                                                             | -                                                                             | -                                                                             | -                                                                             | -                                                                             | ?                                                                             |
| 1985 | 1985                                       | -                                                                             | -                                                                             | -                                                                             | -                                                                             | -                                                                             | -                                                                             | -                                                                             | -                                                                             | Non qualifié                                                                  | -                                                                             | -                                                                             | -                                                                             | -                                                                             | -                                                                             | -                                                                             | ?                                                                             |
| 1986 | 1986                                       | -                                                                             | -                                                                             | -                                                                             | -                                                                             | -                                                                             | -                                                                             | -                                                                             | -                                                                             | Non qualifié                                                                  | -                                                                             | -                                                                             | -                                                                             | -                                                                             | -                                                                             | -                                                                             | ?                                                                             |
| 1987 | 1987                                       | -                                                                             | -                                                                             | -                                                                             | -                                                                             | -                                                                             | -                                                                             | -                                                                             | -                                                                             | Non qualifié                                                                  | -                                                                             | -                                                                             | -                                                                             | -                                                                             | -                                                                             | -                                                                             | ?                                                                             |
| 1988 | 1988                                       | -                                                                             | -                                                                             | -                                                                             | -                                                                             | -                                                                             | -                                                                             | -                                                                             | -                                                                             | Non qualifié                                                                  | -                                                                             | -                                                                             | -                                                                             | -                                                                             | -                                                                             | -                                                                             | ?                                                                             |
| 1989 | 1989                                       | -                                                                             | -                                                                             | -                                                                             | -                                                                             | -                                                                             | -                                                                             | -                                                                             | -                                                                             | Non qualifié                                                                  | -                                                                             | -                                                                             | -                                                                             | -                                                                             | -                                                                             | -                                                                             | Huitième-de-finale                                                            |
| 1990 | 1990                                       | -                                                                             | -                                                                             | -                                                                             | -                                                                             | -                                                                             | -                                                                             | -                                                                             | -                                                                             | Non qualifié                                                                  | -                                                                             | -                                                                             | -                                                                             | -                                                                             | -                                                                             | -                                                                             | ?                                                                             |
| 1991 | 1991                                       | -                                                                             | -                                                                             | -                                                                             | -                                                                             | -                                                                             | -                                                                             | -                                                                             | -                                                                             | Non qualifié                                                                  | -                                                                             | -                                                                             | -                                                                             | -                                                                             | -                                                                             | -                                                                             | ?                                                                             |
| 1992 | 1992                                       | -                                                                             | -                                                                             | -                                                                             | -                                                                             | -                                                                             | -                                                                             | -                                                                             | -                                                                             | Non qualifié                                                                  | -                                                                             | -                                                                             | -                                                                             | -                                                                             | -                                                                             | -                                                                             | Quart-de-finale                                                               |
| 1993 | 1993                                       | -                                                                             | -                                                                             | -                                                                             | -                                                                             | -                                                                             | -                                                                             | -                                                                             | -                                                                             | Non qualifié                                                                  | -                                                                             | -                                                                             | -                                                                             | -                                                                             | -                                                                             | -                                                                             | ?                                                                             |
| 1994 | 1994                                       | -                                                                             | -                                                                             | -                                                                             | -                                                                             | -                                                                             | -                                                                             | -                                                                             | -                                                                             | Non qualifié                                                                  | -                                                                             | -                                                                             | -                                                                             | -                                                                             | -                                                                             | -                                                                             | Quart-de-finale                                                               |
| 1995 | 1995                                       | 13e                                                                           | -                                                                             | -                                                                             | -                                                                             | -                                                                             | -                                                                             | -                                                                             | -                                                                             | Non qualifié                                                                  | -                                                                             | -                                                                             | -                                                                             | -                                                                             | -                                                                             | -                                                                             | ?                                                                             |
| 1996 | 1996                                       | 5e                                                                            | -                                                                             | -                                                                             | -                                                                             | -                                                                             | -                                                                             | -                                                                             | -                                                                             | -                                                                             | -                                                                             | -                                                                             | -                                                                             | -                                                                             | -                                                                             | -                                                                             | ?                                                                             |
| 1997 | 1997                                       | 8e                                                                            | -                                                                             | -                                                                             | -                                                                             | -                                                                             | -                                                                             | -                                                                             | -                                                                             | -                                                                             | -                                                                             | -                                                                             | -                                                                             | -                                                                             | -                                                                             | -                                                                             | ?                                                                             |
| 1998 | 1998                                       | 11e                                                                           | -                                                                             | -                                                                             | -                                                                             | -                                                                             | -                                                                             | -                                                                             | -                                                                             | -                                                                             | -                                                                             | -                                                                             | -                                                                             | -                                                                             | -                                                                             | -                                                                             | Huitième-de-finale                                                            |
| 1999 | 1999                                       | -                                                                             | -                                                                             | -                                                                             | -                                                                             | -                                                                             | -                                                                             | -                                                                             | -                                                                             | -                                                                             | -                                                                             | -                                                                             | -                                                                             | -                                                                             | -                                                                             | -                                                                             | ?                                                                             |
| 2000 | 2000                                       | 12e                                                                           | 25                                                                            | -                                                                             | -                                                                             | -                                                                             | -                                                                             | -                                                                             | -                                                                             | Non qualifié                                                                  | -                                                                             | -                                                                             | -                                                                             | -                                                                             | -                                                                             | -                                                                             | Huitième-de-finale                                                            |
| 2001 | 2001                                       | 12e                                                                           | 23                                                                            | -                                                                             | -                                                                             | -                                                                             | -                                                                             | -                                                                             | -                                                                             | Non qualifié                                                                  | -                                                                             | -                                                                             | -                                                                             | -                                                                             | -                                                                             | -                                                                             | Huitième-de-finale                                                            |
| 2002 | 2002                                       | -                                                                             | -                                                                             | -                                                                             | -                                                                             | -                                                                             | -                                                                             | -                                                                             | -                                                                             | Non qualifié                                                                  | -                                                                             | -                                                                             | -                                                                             | -                                                                             | -                                                                             | -                                                                             | ?                                                                             |
| 2003 | 2003                                       | -                                                                             | -                                                                             | -                                                                             | -                                                                             | -                                                                             | -                                                                             | -                                                                             | -                                                                             | Non qualifié                                                                  | -                                                                             | -                                                                             | -                                                                             | -                                                                             | -                                                                             | -                                                                             | Huitième-de-finale                                                            |
| 2004 | 2004                                       | 9e                                                                            | -                                                                             | -                                                                             | -                                                                             | -                                                                             | -                                                                             | -                                                                             | -                                                                             | Non qualifié                                                                  | -                                                                             | -                                                                             | -                                                                             | -                                                                             | -                                                                             | -                                                                             | Huitième-de-finale                                                            |
| 2005 | 2005                                       | 10e                                                                           | -                                                                             | -                                                                             | -                                                                             | -                                                                             | -                                                                             | -                                                                             | -                                                                             | Non qualifié                                                                  | -                                                                             | -                                                                             | -                                                                             | -                                                                             | -                                                                             | -                                                                             | Huitième-de-finale                                                            |
| 2006 | 2006                                       | 10e                                                                           | -                                                                             | -                                                                             | -                                                                             | -                                                                             | -                                                                             | -                                                                             | -                                                                             | Non qualifié                                                                  | -                                                                             | -                                                                             | -                                                                             | -                                                                             | -                                                                             | -                                                                             | ?                                                                             |
| 2007 | 2007                                       | 11e                                                                           | -                                                                             | -                                                                             | -                                                                             | -                                                                             | -                                                                             | -                                                                             | -                                                                             | Non qualifié                                                                  | -                                                                             | -                                                                             | -                                                                             | -                                                                             | -                                                                             | -                                                                             | Quart-de-finale                                                               |
| 2008 | 2008                                       | 9e                                                                            | -                                                                             | -                                                                             | -                                                                             | -                                                                             | -                                                                             | -                                                                             | -                                                                             | Non qualifié                                                                  | -                                                                             | -                                                                             | -                                                                             | -                                                                             | -                                                                             | -                                                                             | Quart-de-finale                                                               |
| 2009 | 2009                                       | 9e                                                                            | -                                                                             | -                                                                             | -                                                                             | -                                                                             | -                                                                             | -                                                                             | -                                                                             | Non qualifié                                                                  | -                                                                             | -                                                                             | -                                                                             | -                                                                             | -                                                                             | -                                                                             | Huitième-de-finale                                                            |
| Championnat de France de deuxième division                                                                           | Championnat de France de deuxième division | Championnat de France de deuxième division                                    | Championnat de France de deuxième division                                    | Championnat de France de deuxième division                                    | Championnat de France de deuxième division                                    | Championnat de France de deuxième division                                    | Championnat de France de deuxième division                                    | Championnat de France de deuxième division                                    | Championnat de France de deuxième division                                    | Championnat de France de deuxième division                                    | Championnat de France de deuxième division                                    | Championnat de France de deuxième division                                    | Championnat de France de deuxième division                                    | Championnat de France de deuxième division                                    | Championnat de France de deuxième division                                    | Championnat de France de deuxième division                                    | Coupe de France                                                               |
| 2010 | 2010                                       | -                                                                             | -                                                                             | -                                                                             | -                                                                             | -                                                                             | -                                                                             | -                                                                             | -                                                                             | Non qualifié                                                                  | -                                                                             | -                                                                             | -                                                                             | -                                                                             | -                                                                             | -                                                                             | 1er tour                                                                      |
| 2011 | 2011                                       | -                                                                             | -                                                                             | -                                                                             | -                                                                             | -                                                                             | -                                                                             | -                                                                             | -                                                                             | Non qualifié                                                                  | -                                                                             | -                                                                             | -                                                                             | -                                                                             | -                                                                             | -                                                                             | Huitième-de-finale                                                            |
| 2012 | 2012                                       | -                                                                             | -                                                                             | -                                                                             | -                                                                             | -                                                                             | -                                                                             | -                                                                             | -                                                                             | Non qualifié                                                                  | -                                                                             | -                                                                             | -                                                                             | -                                                                             | -                                                                             | -                                                                             | Huitième-de-finale                                                            |
| 2013 | 2013                                       | -                                                                             | -                                                                             | -                                                                             | -                                                                             | -                                                                             | -                                                                             | -                                                                             | -                                                                             | Non qualifié                                                                  | -                                                                             | -                                                                             | -                                                                             | -                                                                             | -                                                                             | -                                                                             | Huitième-de-finale                                                            |
| 2014 | 2014                                       | -                                                                             | -                                                                             | -                                                                             | -                                                                             | -                                                                             | -                                                                             | -                                                                             | -                                                                             | Non qualifié                                                                  | -                                                                             | -                                                                             | -                                                                             | -                                                                             | -                                                                             | -                                                                             | Quart-de-finale                                                               |
| 2015 | 2015                                       | -                                                                             | -                                                                             | -                                                                             | -                                                                             | -                                                                             | -                                                                             | -                                                                             | -                                                                             | Non qualifié                                                                  | -                                                                             | -                                                                             | -                                                                             | -                                                                             | -                                                                             | -                                                                             | 1er tour                                                                      |
| 2016 | 2016                                       | -                                                                             | -                                                                             | -                                                                             | -                                                                             | -                                                                             | -                                                                             | -                                                                             | -                                                                             | Non qualifié                                                                  | -                                                                             | -                                                                             | -                                                                             | -                                                                             | -                                                                             | -                                                                             | Huitième-de-finale                                                            |
| 2017 | 2017                                       | -                                                                             | -                                                                             | -                                                                             | -                                                                             | -                                                                             | -                                                                             | -                                                                             | -                                                                             | Non qualifié                                                                  | -                                                                             | -                                                                             | -                                                                             | -                                                                             | -                                                                             | -                                                                             | 2e tour                                                                       |
| 2018 | 2018                                       | 7e                                                                            | 25                                                                            | 18                                                                            | 6                                                                             | 0                                                                             | 12                                                                            | 426                                                                           | 535                                                                           | Non qualifié                                                                  | 0                                                                             | 0                                                                             | 0                                                                             | 0                                                                             | 0                                                                             | 0                                                                             | Seizième-de-finale                                                            |
| 2019 | 2019                                       | 9e                                                                            | 29                                                                            | 22                                                                            | 8                                                                             | 1                                                                             | 13                                                                            | 490                                                                           | 707                                                                           | Non qualifié                                                                  | 0                                                                             | 0                                                                             | 0                                                                             | 0                                                                             | 0                                                                             | 0                                                                             | Huitièmes de finale                                                           |
| 2020 | 2020                                       | Éditions annulées et titres non décernés en raison de la pandémie de Covid-19 | Éditions annulées et titres non décernés en raison de la pandémie de Covid-19 | Éditions annulées et titres non décernés en raison de la pandémie de Covid-19 | Éditions annulées et titres non décernés en raison de la pandémie de Covid-19 | Éditions annulées et titres non décernés en raison de la pandémie de Covid-19 | Éditions annulées et titres non décernés en raison de la pandémie de Covid-19 | Éditions annulées et titres non décernés en raison de la pandémie de Covid-19 | Éditions annulées et titres non décernés en raison de la pandémie de Covid-19 | Éditions annulées et titres non décernés en raison de la pandémie de Covid-19 | Éditions annulées et titres non décernés en raison de la pandémie de Covid-19 | Éditions annulées et titres non décernés en raison de la pandémie de Covid-19 | Éditions annulées et titres non décernés en raison de la pandémie de Covid-19 | Éditions annulées et titres non décernés en raison de la pandémie de Covid-19 | Éditions annulées et titres non décernés en raison de la pandémie de Covid-19 | Éditions annulées et titres non décernés en raison de la pandémie de Covid-19 | Seizième de finale                                                            |
| 2021 | 2021                                       | Éditions annulées et titres non décernés en raison de la pandémie de Covid-19 | Éditions annulées et titres non décernés en raison de la pandémie de Covid-19 | Éditions annulées et titres non décernés en raison de la pandémie de Covid-19 | Éditions annulées et titres non décernés en raison de la pandémie de Covid-19 | Éditions annulées et titres non décernés en raison de la pandémie de Covid-19 | Éditions annulées et titres non décernés en raison de la pandémie de Covid-19 | Éditions annulées et titres non décernés en raison de la pandémie de Covid-19 | Éditions annulées et titres non décernés en raison de la pandémie de Covid-19 | Éditions annulées et titres non décernés en raison de la pandémie de Covid-19 | Éditions annulées et titres non décernés en raison de la pandémie de Covid-19 | Éditions annulées et titres non décernés en raison de la pandémie de Covid-19 | Éditions annulées et titres non décernés en raison de la pandémie de Covid-19 | Éditions annulées et titres non décernés en raison de la pandémie de Covid-19 | Éditions annulées et titres non décernés en raison de la pandémie de Covid-19 | Éditions annulées et titres non décernés en raison de la pandémie de Covid-19 | Éditions annulées et titres non décernés en raison de la pandémie de Covid-19 |
| 2022 | 2022                                       | 13e                                                                           | 0                                                                             | 0                                                                             | 0                                                                             | 0                                                                             | 0                                                                             | 0                                                                             | 0                                                                             | Non qualifié                                                                  | -                                                                             | -                                                                             | -                                                                             | -                                                                             | -                                                                             | -                                                                             | Annulée                                                                       |

## Joueurs emblématiques
- Gaston Amila
- Jean Audoubert
- Guy Augey
- Antonin Barbazanges
- René Barnoud
- Maurice Bellan
- Élie Brousse
- Joseph Crespo
- Jean Darricau
- Gérard Dautant
- René Duffort
- Joseph Griffard
- Rachid Hechiche
- Joseph Krawczyk
- Laurent Lambert
- Victor Larroudé
- Charles Mathon
- François Montrucolis
- Charles Petit
- Robert Samatan
- Roger Rey
- Henri Riu
- Pierre Taillantou
- Joseph Vanel
- Maurice Voron
- Frank Watson